# Helstar
Helstar est un groupe de heavy metal américain, originaire de Houston, au Texas. Formé en 1982, il est l'un des groupes ayant participé à l'émergence du power metal au milieu des années 1980.

## Biographie

### Débuts (1982–1986)
Helstar est formé à Houston, Texas, en 1982, par le chanteur James Rivera et le guitariste Larry Barragan. Helstar débute dans un style heavy metal en 1983 avec 2 démos, suivi d'un premier album studio en 1984 intitulé Burning Star au label Combat Records, aux côtés des groupes Megadeth et Exodus. Après une année de changement dans leur line-up, ils font paraître un second album Remnants of War, également au label Combat, produit par Randy Burns. 
En 1987, ils se délocalisent à Los Angeles après un autre changement de formation, avec le départ du guitariste Rob Trevino, et il semblerait que la chanson Abandon Ship, issue de leur album A Distant Thunder, soit dédié à son départ. Plus tard, ils signent au label Metal Blade Records et enregistrent l'album A Distant Thunder, produit par Bill Metoyer. À la suite du départ d'Andre Corbin et Frank Ferreira, Helstar se regroupe de nouveau pour une démo sans attirer l'attention des labels. Peu après, Larry Barragan quitte le groupe. En 1989, le groupe fait paraître Nosferatu, que bon nombre de fans considèrent comme leur meilleur album. Il s'inspire des premiers films de Dracula. 

### Multiples of Blacket pauses (depuis 1990)
Entre 1990 et 1993, Helstar fait paraître quelques démos. En 1995, Helstar fait paraitre un nouvel album intitulé Multiples of Black. Les membres de Helstar, en particulier James Rivera, collaborent avec d'autres groupes entre 1993 et 2002, Seven Witches pour une courte période en 1993, Distant Thunder en 1995 et Destiny's End. Également, de nombreux albums live sont parus durant cette période.
En 2006, pour la première fois en 15 ans, James Rivera et Larry Barragan se réunissent et Helstar est officiellement déclaré actif. Rejoints par Abarca, Rivera et Barragan, ils font paraître l'album Remnants of War avec le guitariste Robert Trevino et Eternity Black avec le batteur Russell De'leon. Ce line-up a depuis commercialisé Sins of the Past, une collection de leurs meilleures chansons. Un nouvel album est commercialisé avec le line-up de Remnants of War, The King of Hell ; une tournée promotionnelle pour l'album est organisée ensuite en Amérique du Nord.
En 2013, Helstar annonce le prolongement d'inactivité de Jerry Abarca. Mike Lepond est invité pour occuper la basse lors des concerts à venir. Helstar fera paraître son neuvième album studio, This Wicked Nest, le 25 avril 2014. Helstar publie un nouvel album, Vampiro, en 2016.

## Membres

### Membres actuels
- James Rivera - chant (depuis 1983)
- Larry Barragan - guitare (1981–1995 ; depuis 2006)
- Rob Trevino - guitare (1985–1987 ; depuis 2006)
- Jerry Abarca - guitare basse (depuis 1985)
- Mikey Lewis - batterie (2004–2006 ; depuis 2010)
- Mike Lepond - basse (live ; depuis 2013)

### Anciens membres
- Tom Rogers - guitare (1983–1985)
- Paul Medina - basse (1983–1985)
- Hector Pavon - batterie (1983–1985)
- André Corbin - guitare (1987–1990)
- Rene Luna - batterie (1985–1987)
- Frank Ferreira - batterie (1987–1990)
- Russel DeLeon - batterie (1990–2004, 2006–2010)
- Mike Heald - guitare (1995–2006)